# أرت وليامز
أرت وليامز (بالإنجليزية: Art Williams)‏ هو لاعب كرة قاعدة أمريكي، ولد في 26 أغسطس 1877 في سومرفيل في الولايات المتحدة، وتوفي في 16 مايو 1941 في مقاطعة أرلنغتون في الولايات المتحدة.